# (848) Inna
Pour les articles homonymes, voir Inna (homonymie).
(848) Inna est un astéroïde de la ceinture principale découvert le 5 septembre 1915 par l'astronome russe Grigori Neouïmine.
Sa désignation provisoire était 1916 XS.